# Jacques Alfred van Muyden
Jacques Alfred van Muyden (* 22. Oktober 1818 in Lausanne; † 11. Mai 1898 in Champel) war ein Schweizer Historien-, Genre- und Porträtmaler, Kupferstecher, Mitbegründer der Gesellschaft Schweizer Maler und Bildhauer.

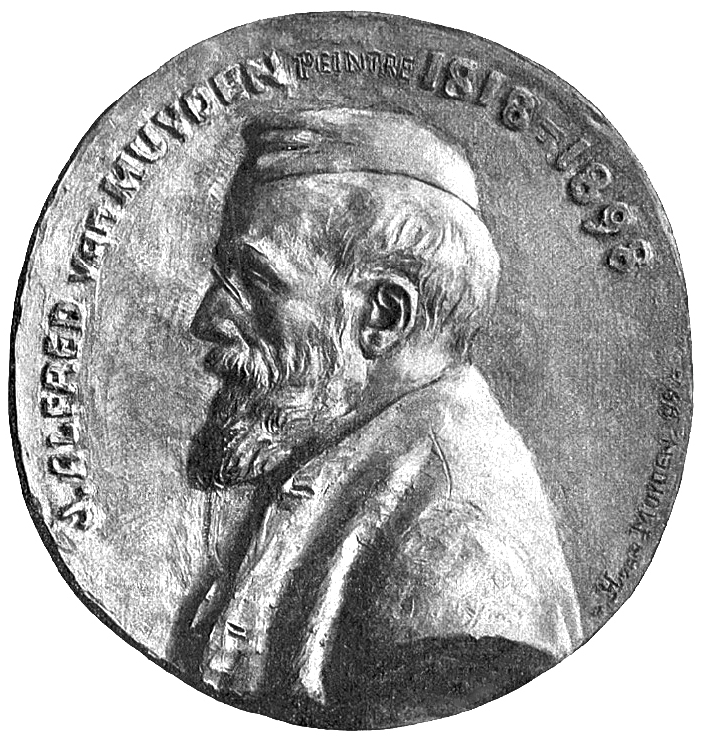
Jacques Alfred van Muyden, 1900

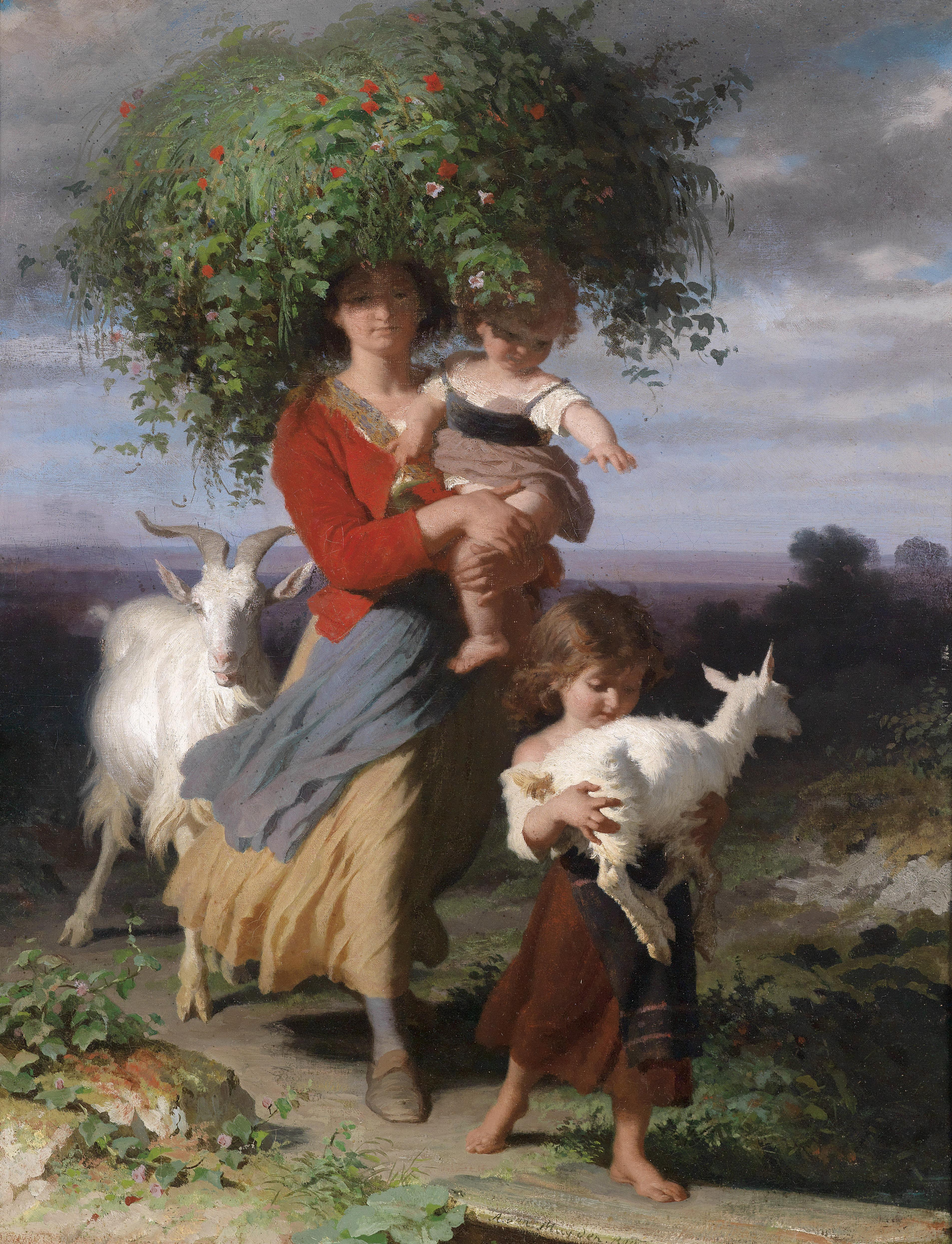
Mutter mit Kindern
am Heimweg

Muyden war der Sohn des aus Utrecht eingewanderten und 1822 eingebürgerten Jakob Muyden († 1849) und der aus Lausanne stammende Sophie Porta († 1845). Sei Vater war ein Mitglied des Lausanner Stadtrates und besass das Landgut «La Chataignerie».
Nach absolvierter Schulzeit studierte Muyden 1833 an der Universität Lausanne Rechtswissenschaften und lernte dort u. a. Georges Bridel kennen. Als Muyden dem «Zofingerverein» beitrat, lernte er den späteren Philosophen Charles Secretan (1815–1895) und Luigi Amedeo Melegari kennen.
Nach bestanden Examen reiste Muyden nach München und begann 1838 an der Akademie der bildenden Künste München bei Wilhelm von Kaulbach zu studieren. Muyden schrieb von 1838 bis 1857 Tagebücher.
Nach einem kurzen Aufenthalt in der Schweiz kam Muyden erneut nach München und kehrte 1842 nach Lausanne zurück. Auf Anraten von Marc-Louis Arlaud zog er nach Rom, wo er ein Atelier an der Via del Babuino hatte und zu vielen Zeitgenössischen Künstler Kontakt pflegte.
1848 kehrte er wieder nach Lausanne zurück und heiratete 1849 die Schwester des Genfer Malers Etienne Duval (1824–1914), Enkelin von Wolfgang-Adam Töpffer (1766–1847). Zusammen hatten sie zehn Kinder. Drei Söhne – Albert-Steven, Evert und Henri – wurden später Maler. Sein Atelier hatte Muyden in Coppet an der Rue des Belles-Filles.
Die Jahre 1850 bis 1856 verbrachte Muyden in Rom, danach kam der Künstler zurück nach Genf und liess sich in einer Villa im Genfer Stadtteil Champel nieder. Hier hatte er u. a. Kontakt zu Henri Charles Antoine Baron, Barthélemy Menn, Victor Cherbuliez, Marc Monnier und zu dem Redaktor der Tageszeitung Journal de Genève, Marc Debrit.
1853 stellte Muyden seine Werke in Lausanne mit grossem Erfolg aus. 1857 schickte er sein 1854 gemaltes Refektorium der Kapuziner von Albano in den Pariser Salon, wo er eine Medaille erhielt. Das Werk erwarb Napoleon III. Dieser verkaufte das Gemälde an Guillaume Henri Dufour.
1857 gründete Muyden zusammen mit Auguste Turrettini die «Société des Amis des Beaux-Arts» (Gesellschaft der Freunde der schönen Künste) und die ständige Ausstellung, deren Kommission er dreiundzwanzig Jahre angehörte. 1860 war Myden ein Gründungsmitglied der «Société des Peintres et Sculpteurs Suisses» (Gesellschaft der Schweizer Maler und Bildhauer) deren er dreimal als Zentralpräsident vorstand.
Als Delegierter der Genfer und der Eidgenössischer Kunstkommission unterstützte er die Teilnahme von Schweizer Künstlern für die Weltausstellungen Paris 1867 und der Weltausstellung 1873 in Wien.
Muyden setzte sich von 1880 bis 1882 erfolgreich dafür ein, dass die Urheberrechte eines Werkes nicht dem Besitzer, sondern dem Urheber des Werkes gehören.